# Meredith, Victoria
Meredith är en ort i Australien. Den ligger i kommunen Golden Plains och delstaten Victoria, omkring 78 kilometer väster om delstatshuvudstaden Melbourne. Antalet invånare är 1 118.
Runt Meredith är det mycket glesbefolkat, med 4 invånare per kvadratkilometer.. Det finns inga andra samhällen i närheten. 
Trakten runt Meredith består till största delen av jordbruksmark. Genomsnittlig årsnederbörd är 815 millimeter. Den regnigaste månaden är juni, med i genomsnitt 102 mm nederbörd, och den torraste är januari, med 27 mm nederbörd.